# 丹尼什·西迪基
丹尼什·西迪基（Danish Siddiqui，1983年5月19日—2021年7月15日）是一名印度攝影記者，曾担任印度斯坦时报記者以及路透社多媒体团队的负责人。他因報道2017年罗兴亚难民危机于2018年获得普利策奖。
2021年，他在报道在巴基斯坦边境附近阿富汗安全部队与塔利班部队的冲突时被枪杀。
2021年7月17日，塔利班發言人穆贾希德就丹尼什·西迪基之死表達歉意。穆贾希德声称塔利班不知道西迪基是因何而死，并呼籲记者在进入戰鬥地區之前通知塔利班，以便塔利班能保護記者。 